# William Legge (7. hrabia Dartmouth)
William Legge (ur. 22 lutego 1881, zm. 28 lutego 1958) – brytyjski arystokrata i polityk, najstarszy syn Williama Legge'a, 6. hrabiego Dartmouth, i lady Mary Coke, córki 2. hrabiego Leicester.
7 grudnia 1905 poślubił lady Rupertę Wynn-Carrington (19 lipca 1883, zm. 26 czerwca 1963), córkę Roberta Wynn-Carringtona, 1. markiza Lincolnshire, i Cecilii Harbord, córki 5. barona Suffield. William i Ruperta mieli razem syna i pięć córek:
- Mary Cecilia Legge (ur. 27 października 1906, zm. 2003), żona Noela Findlay'a, nie miała dzieci
- Elizabeth Legge (ur. 5 marca 1908, zm. 30 listopada 2000), żona Ronalda Basseta, miała dzieci
- Diana Legge (ur. 14 listopada 1910, zm. 25 lutego 1970), żona majora Johna Hamilton-Russella i brygadiera Adriana Matthewsa, miała dzieci z pierwszego małżeństwa
- William Legge (ur. 23 stycznia 1913 - październik 1942), wicehrabia Lewisham, zginął w II bitwie pod El Alamein
- Barbara Legge (ur. 24 czerwca 1916), żona kapitana Adama Kwiatkowskiego, ma dzieci
- Josceline Gabrielle Legge (22 maja 1918, zm. 19 czerwca 1995), żona Dermota Chichestera, 7. markiza Donegall, miała dzieci

Od 1907 zasiadał w Radzie Hrabstwa Londyn. Związany był z Partią Konserwatywną. Z jej ramienia zasiadał w latach 1910–1918 w Izbie Gmin jako reprezentant okręgu West Bromwich. W 1928 został Lordem Wielkim Szambelanem i był nim do 1936 r. W latach 1930–1942 był Wysokim Bajlifem Westminsteru. W 1934 otrzymał Krzyż Wielki Królewskiego Orderu Wiktorii. Po śmierci ojca w 1936 odziedziczył tytuł hrabiego Dartmouth i zasiadł w Izbie Lordów. Podczas II wojny światowej służył w Armii Terytorialnej i został odznaczony Territorial Decoration. Zmarł w 1958 r. Wobec braku męskiego potomstwa tytuł hrabiowski odziedziczył jego młodszy brat, Humphry.